# Kościół Najświętszej Bogarodzicy Maryi w Poznaniu
Kościół Najświętszej Bogarodzicy Maryi – rzymskokatolicki kościół parafialny zlokalizowany na os. Stare Żegrze, na Żegrzu, na osiedlu administracyjnym Żegrze, w Poznaniu.

## Historia
Historia początków świątyni wiąże się z likwidacją starego cmentarza na Żegrzu, przy ul. Wiatracznej (1973). Wywalczono wtedy u władz municypalnych pozwolenie na otwarcie innego ośrodka kultu religijnego – na działce podarowanej kościołowi św. Rocha przez Marcina Szymkowiaka (1975). Pierwsza kaplica działała w stodole Szymkowiaka. Kaplica z prawdziwego zdarzenia została wkrótce poświęcona przez bpa Antoniego Baraniaka. 14 kwietnia 1981 abp Jerzy Stroba erygował na Żegrzu parafię. 
Od połowy lat 80. XX wieku datuje się intensywny proces rozwoju osiedli na Żegrzu, z czym wiązało się także zwiększone zapotrzebowanie na posługi religijne. Tym razem ziemię pod budowę świątyni podarowali Rozalia i Marcin Szymkowiakowie. W 1988 rozpoczęto budowę obecnego kościoła według projektu Aleksandra Holasa. Konsekracji dokonał abp Stroba 18 lutego 1996.

## Architektura
Kościół wybudowany jest na kształt korony z wieżyczką w centrum. Dach wsparty na charakterystycznych żebrowaniach. 

## Wyposażenie
Kościół posiada obraz św. Józefa (poświęcony w 1978), płaskorzeźbę Najświętszej Bożej Rodzicielki, figurę św. Antoniego (poświęconą w 1995), lipową figurę św. Stanisława Kostki autorstwa Jacka Nowaka (1997), 56-głosowe organy samplingowe, witraże (m.in. Wniebowzięcie NMP Grażyny Strykowskiej z 2000) oraz relikwie św. Faustyny. 
Przed kościołem stoi pomnik Najświętszego Serca Pana Jezusa.